# Servet Tazegül
Servet Tazegül (* 26. September 1988 in Nürnberg) ist ein türkischer Taekwondoin aserbaidschanischer Herkunft aus Kars. Er startet in der Gewichtsklasse bis 68 Kilogramm. Er ist Olympiasieger, zweifacher Weltmeister und mehrfacher Europameister für den türkischen Verband. In der Jugend erzielte er internationale Erfolge für den deutschen Verband.

## Karriere
Tazegül begann seine sportliche Laufbahn in seiner Heimatstadt beim Verein KSC Leopard Nürnberg. Gleich bei seinen ersten internationalen Titelkämpfen, der Juniorenweltmeisterschaft 2004 in Suncheon, gewann er in seiner Gewichtsklasse den Titel. Ein Jahr darauf konnte er in Baku auch den Junioreneuropameistertitel erringen. Der Durchbruch in die internationale Spitze im Erwachsenenbereich gelang Tazegül schließlich im Jahr 2008. In Rom gewann er überlegen den Europameistertitel, in Istanbul siegte er beim europäischen Olympiaqualifikationsturnier und startete bei den Olympischen Spielen in Peking. Dort schied er im Viertelfinale gegen den späteren Olympiasieger Son Tae-jin aus, erreichte aber über die Hoffnungsrunde den Kampf um den dritten Platz. Nach einem Sieg über Peter López gewann er letztlich die Bronzemedaille. Bei der Weltmeisterschaft 2009 erreichte Tazegül das Halbfinale und gewann mit Bronze auch seine erste WM-Medaille.
In den folgenden Jahren dominierte Tazegül die Titelkämpfe in seiner Gewichtsklasse. Jeweils mit Finalsiegen über Filip Grgić gewann er bei der Europameisterschaft 2010 in Sankt Petersburg und 2012 in Manchester die Goldmedaille. Auch bei der Weltmeisterschaft 2011 in Gyeongju siegte er im Finale und wurde erstmals Weltmeister. Tazegül gewann 2011 das internationale Olympiaqualifikationsturnier in Baku und sicherte sich einen Startplatz für seine zweiten Olympischen Spiele 2012 in London. In London zog Tazegül in das Finale ein, dort setzte er sich gegen den Iraner Mohammad Bagheri Motamed mit sechs zu fünf Punkten durch. Damit wurde Tazegül erster türkischer Taekwondo-Olympiasieger. Bei den Taekwondo-Weltmeisterschaften 2015 im russischen Tscheljabinsk errang er die Goldmedaille. Bei den Olympischen Spielen 2016 in Rio de Janeiro wurde er Siebter.